# Tabby

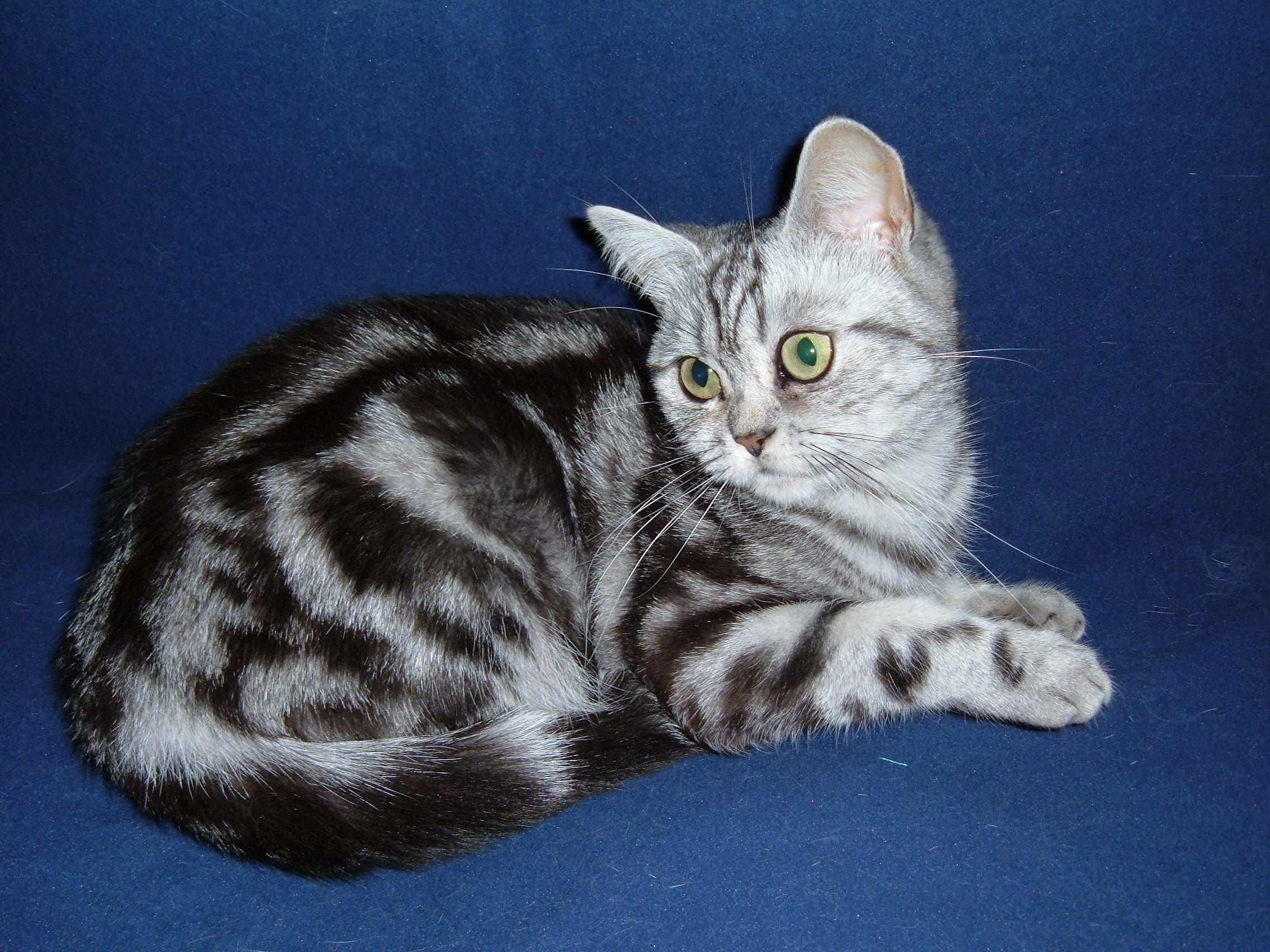
Svartsilvertabby brittiskt korthår.

Tabby är ett mönster i pälsen på en katt, med breda ränder och virvlar som ger pälsen ett marmorerat utseende. Tabby är ett av agoutimönstren som förekommer på katter, tillsammans med tigré, spotted och tickad. Tabbymönstret är genetiskt recessivt mot de tigrerade och tickade mönstren.